# Alte Brauerei Schwerin
Die alte Brauerei Schwerin ist ein Stadtquartier in zentraler Lage innerhalb der Landeshauptstadt Schwerin in Mecklenburg-Vorpommern.

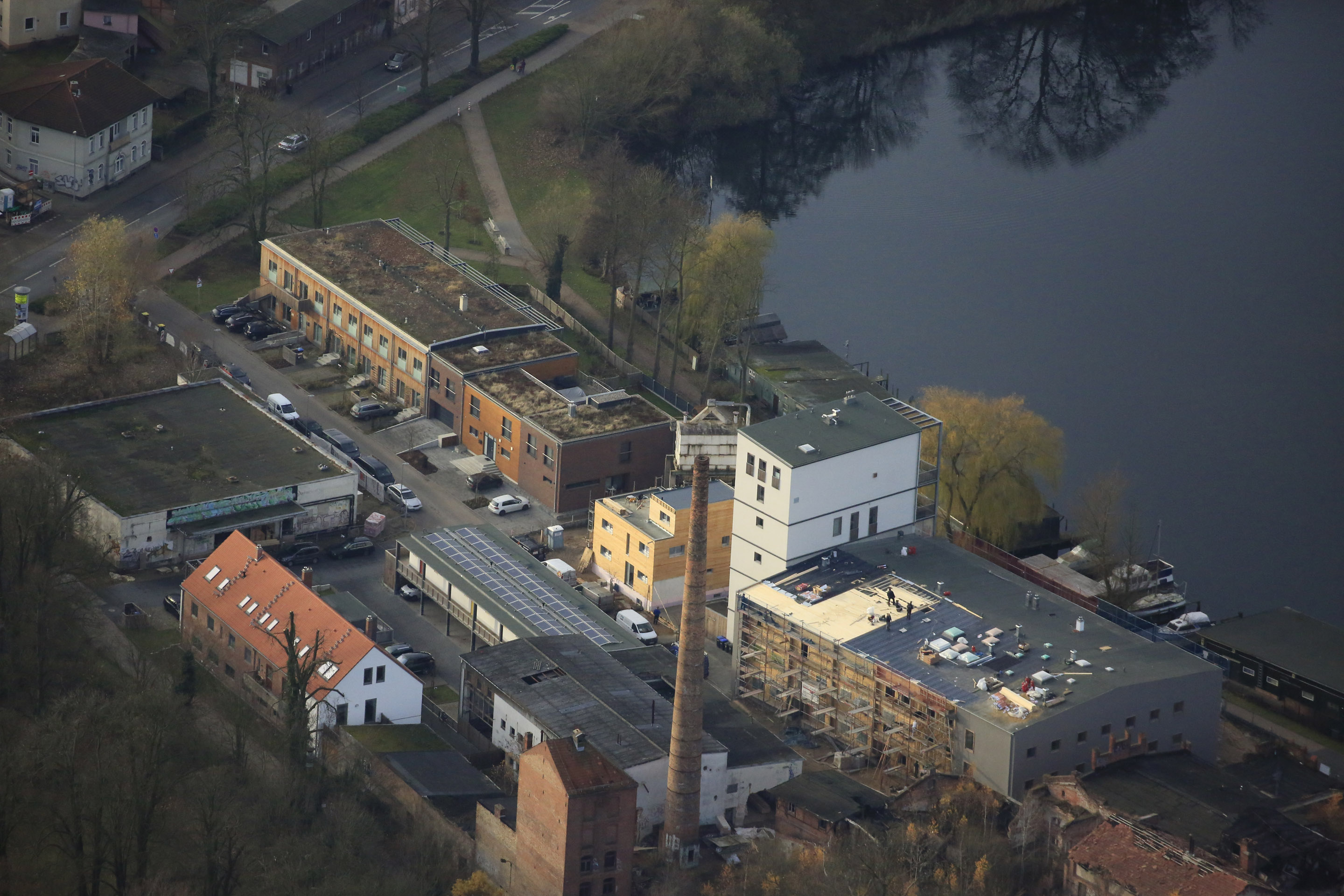
Alte Brauerei Schwerin – Luftaufnahme Schall-und-Schwencke-Weg

## Lage
Das Gelände befindet sich im Stadtteil Werdervorstadt unweit des Stadtzentrums Schwerins. Es erstreckt sich am Ostufer des Ziegelinnensees und umfasst ca. 3,8 ha. Östlich des Areals befindet sich der 1925 zu einer Parkanlage umgestaltete ehemalige Schelffriedhof.

## Geschichte
Auf dem Gelände errichteten Rudolf Neubeck, Georg Schwencke und Gustav Schall 1866 eine Brauerei, die unter dem Namen Schall & Schwencke ab 1867 ihr erstes Bier braute. Die Firma gilt somit als ältestes industriemäßig betriebenes Unternehmen in Schwerin. 1872 verkauften die Eigentümer ihre Brauerei und überführten sie in die Mecklenburgische Actien-Brauerei zu Schwerin, doch schon 1875 folgte die Liquidation der Brauerei AG und 1876 der Rückkauf. Ab diesem Zeitpunkt firmierte die Brauerei unter Mecklenburgische Exportbrauerei Schall & Schwencke. Anfang des 20. Jahrhunderts wurde Friedrich Neubeck Alleininhaber der Brauerei und begann mit ihrer Modernisierung.
In den 1950er Jahren wurde die Brauerei in eine GmbH umgewandelt, später beteiligte sich der Staat an dem Privatbetrieb. 1972 wurde das Unternehmen als VEB Schweriner Brauerei verstaatlicht und ein paar Jahre später mit den Brauereien Lübz, Güstrow, Grabow und Wittenberge zum VEB Getränkekombinat Schwerin verschmolzen.
Nach der Wiedervereinigung ging der Betrieb in die neu gegründete Schweriner Schlossbrauerei GmbH über. Diese verlegte ihren Standort 1995 in den Schweriner Stadtteil Wüstmark. 2011 wurden die Flächen durch die zu diesem Zweck gegründete Alte Brauerei GmbH & Co. KG erworben und seither in Zusammenarbeit mit dem Architekturbüro Schelfbauhütte entwickelt. Auf dem Gelände befinden sich verschiedene historische Gebäude aus der Zeit der Brauereinutzung.

## Stadtentwicklung

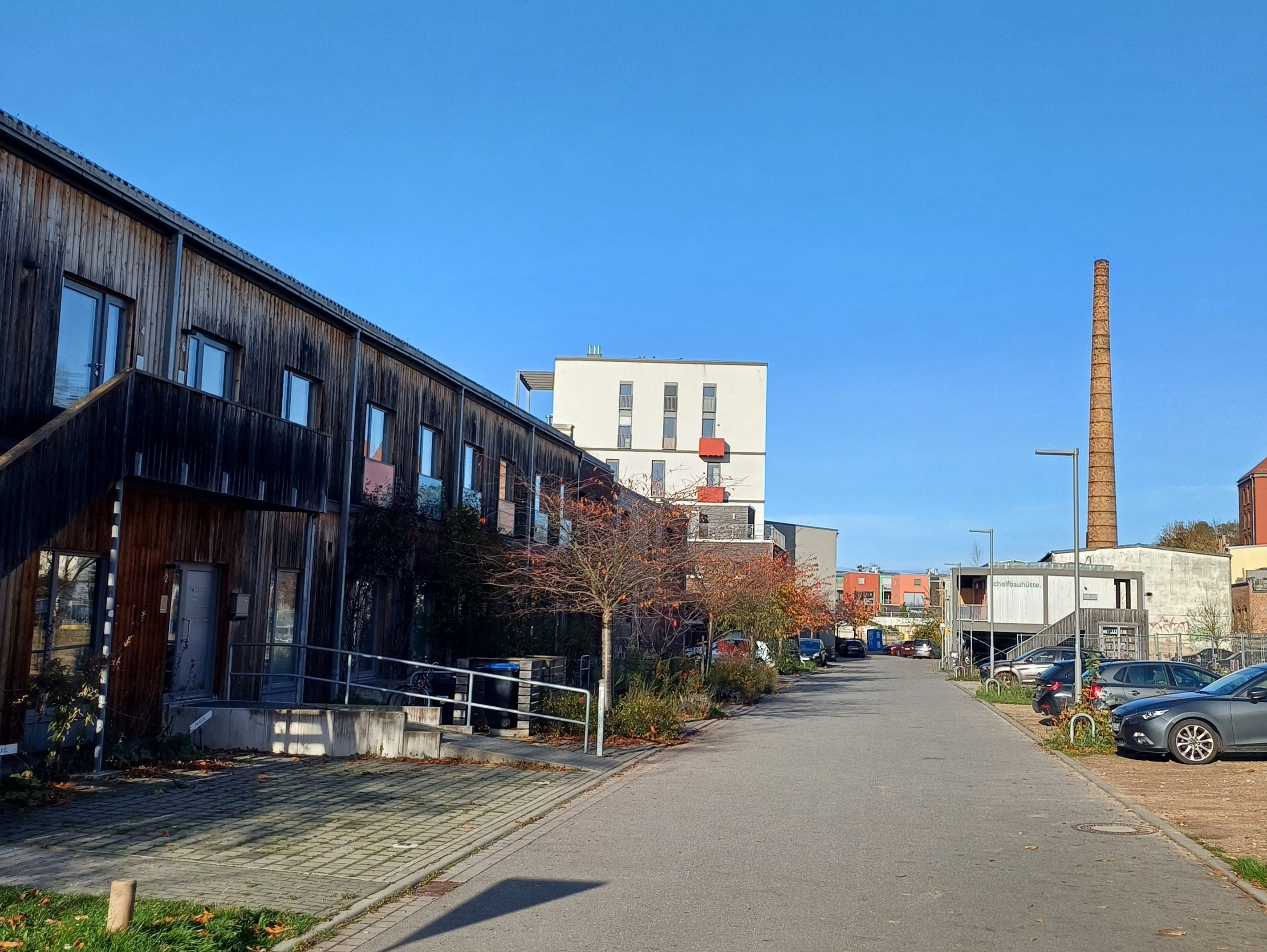
Schall-und-Schwencke-Weg (2024)

Die Flächen der ehemaligen Brauerei sind Bestandteil des 2010 beschlossenen Stadtumbaugebiets „Hafenkante Ziegelsee“ gemäß § 171 BauGB. Das gleichnamige städtebauliche Entwicklungskonzept definiert den Teilbereich als Schlüsselprojekt mit der Zielsetzung, das Gelände als Entree zur geplanten Hafenkante zu urbanisieren und mit dem Stadtraum zu verflechten. Dabei soll bei den nachfolgenden Planungen eine mögliche Integration der historischen Bausubstanz geprüft werden. Zudem wird die Herstellung von quartiersübergreifenden Wegeverbindungen sowie Uferwegen angestrebt. Die Schaffung des erforderlichen Baurechts erfolgt über einen Bebauungsplan der Innenentwicklung gemäß § 13a BauGB, der sich in Aufstellung befindet.
Die Entwicklung des Geländes ist Bestandteil der Initiative „Schritte ans Wasser“, mit der sich die Landeshauptstadt Schwerin im Jahr 2007 für das Förderprogramm „ZukunftsStandorte“ des Landes Mecklenburg-Vorpommern beworben hat.

## Neues Stadtquartier
Die Planungen für ein neues Stadtquartier wurden im Jahr 2013 aufgenommen. Insgesamt sollen etwa 60 bis 90 Wohneinheiten entstehen. Es sind sowohl Miet- als auch Eigentumswohnungen geplant. Zudem sollen spezielle altengerechte Angebote geschaffen werden. Neben der Wohnnutzung sind auf dem Gelände verschiedene ergänzende Nutzungen geplant. Diese umfassen Gewerbe- und Praxisräume, Gastronomische Einrichtungen sowie Flächen für Sport und Freizeit. Durch die Anlage eines Fußwegenetzes mit einem zentralen Platz soll der neue Kiez an den umliegenden Stadtraum angeschlossen werden. Ein Uferweg führt Anwohner und Besucher am unmittelbar angrenzenden Ziegelinnensee entlang. Dort gibt es ebenfalls einen Kinderspielplatz. Die Fertigstellung des Quartiers ist für das Jahr 2021 geplant.

## Ökologische Stadtteilentwicklung
Das Gesamtkonzept sieht vor, die historischen Gebäude teilweise zu erhalten und durch neue Gebäude zu ergänzen. Die bereits fertig gestellten Bauabschnitte der Siedlung sind weitestgehend unter ökologischen Gesichtspunkten entstanden. Vorgefundene Baustoffe wurden aufgenommen und wiederverwendet. Die Gebäude entstanden in Holzbauweise. Im Sinne einer maximalen Ökoeffektivität kamen möglichst einfache Materialien und unkomplizierte Verbindungen zum Einsatz. Statt konventioneller Dämmstoffe wurde Baustroh verwendet, das aus der regionalen Landwirtschaft stammt. Diese Maßnahmen und Techniken werden auch bei den noch ausstehenden Bauabschnitten angewandt werden. In dieser Weise entsteht auf dem Gelände der Alten Brauerei in Schwerin eines der umfangreichsten ökologisch gebauten Quartiere in Mecklenburg-Vorpommern.
Da die Gebäude überwiegend nach Südwesten ausgerichtet sind, lässt sich die Sonnenenergie in einem hohen Maße nutzen. So verfügt das auf dem Gelände ansässige Architekturbüro der Schelfbauhütte über Photovoltaikanlagen, die den Strom für Infrarotheizungsanlagen und Elektroautos bereitstellen. Zur Beleuchtung der Straßen und Wege innerhalb des Quartiers werden energiesparende LED-Lampen verwendet.

## Veranstaltungen (Auswahl)
In Ergänzung zum neu entstehenden Kiez finden auf dem Gelände der Alten Brauerei diverse Veranstaltungen aus dem Bereich Kunst und Kultur statt. Diese umfassten in der Vergangenheit unter anderem
- Tag der Architektur (jährlich seit 2014)
- Tag der offenen Tür
- Tag der Elektromobilität
- Kunst offen (2016, 2017)
- Woche der Nachhaltigkeit (2015)
- Wanderausstellung Landesbaupreis Mecklenburg-Vorpommern (2015)
- Tag des Bieres 2016 (anlässlich des 500-jährigen Jubiläums des deutschen Reinheitsgebots)